# Fürstenwalde (hrad)
Fürstenwalde je zaniklý hrad na Zámecké hoře u Vrbna pod Pradědem v okrese Bruntál. Byl zničen asi již ve druhé polovině 15. století nebo začátkem 16. století. Dnes je z tohoto hradu zřícenina s poměrně malými zbytky zdiva paláce, věže a hradby u věže.

## Historie
Hrad se poprvé jmenuje v listině z 24. srpna 1348. V textu je uvedeno, že opavský kníže Mikuláš II. Opavský povoluje Janu Bruxerovi obnovit či vystavět obec či městečko Gesenek a soudní úřad „pod naším hradem Fürstenwald“. Hrad je nepochybně stavitelským počinem zmíněného knížete, který si ho měl prý zbudovat jako lovecké a odpočinkové sídlo. Roku 1377 hrad připadl losem Mikulášovu synu Janu I. Ratibořskému. 
Hrad patřil k významným objektům, neboť v listině z roku 1377 se uvádí mezi majetkem opavského knížectví na prvním místě. Roku 1384 byl nucen jeho syn Jan II. Opavský nucen pro dluhy prodat Krnovsko i s hradem Fürstenwaldem. Novým majitelem hradu se stal opolský kníže Vladislav. Později zde vznikly mezi Janem II. a Vladislavem spory. Roku 1390 markrabě Jošt vykoupil Krnovsko za 29 tisíc hřiven grošů pro sebe a část země s hradem Fürstenwaldem obratem prodal Janu II. 
Počátkem 15. století byl na hradě postaven nový palác. Roku 1405 se spolumajitelem hradu stal další opavský přemyslovec Mikuláš IV. z Bruntálu. Ten však brzy zemřel a hrad přešel na jeho staršího bratra Jana II. V té době mělo posádku hradu tvořit osm mužů. Po smrti Jana II. se stala správkyní a majitelkou hradu Janova žena Helena Korybutovna. Údajně se měla pod hradem roku 1428 odehrát menší bitva s husity, kde měli být tito poraženi. Za Janova syna Mikuláše V. Krnovského ztratil hrad význam ve prospěch hradu v Bruntále, ale byl nadále obýván.
Po smrti tohoto panovníka hrad připadl spolu s Bruntálskem roku 1465 jeho synu Janu IV. Krnovskému. Během česko-uherských válek (1468–1478) bylo mnoho hradů v okolí zničeno. Není známo, zda takový osud postihl i hrad Fürstenwalde, ale je to velmi pravděpodobné. Poslední nálezy jsou totiž z konce 15. století a roku 1523 při vkladu bruntálského panství (rod pánů z Vrbna) do zemských desek není již o hradu ani zmínka.
Podle pověsti byl hrad ještě používán v době třicetileté války.

## Popis hradu
Zřícenina hradu se nachází na samém temeni Zámeckého vrchu ve výšce 854 metrů nad mořem. Na nejvyšším bodě se předpokládá mohutná věž, která mohla být pro své rozměry i z části obytná. Měla tvar nepravidelného čtyřúhelníku s ostrou hranou ve směru příchodu a nejméně tři podlaží. V jádru hradu obehnaném hradbou stál ještě na druhé straně dvora dvouprostorový palác. Cesta do hradu vedla od západu a procházela dvěma branami. Na východě se nacházela další brána. Hrad měl celkem tři nádvoří. 
Na severním konci hradu stála zřejmě strážní věž a na plošině před ní je patrné nedostavěné opevnění s nedokončeným hloubením příkopu. Na hradu není patrná žádná stopa po studni, cisterně či pramenu. Ještě k roku 1833 se na hradě uvádí zachované vysoké zdi. Dnes jsou viditelné jen poměrně malé zbytky zdiva paláce, věže a hradby u věže. Vše zděno na maltu. Dále patrné terénní úpravy a destrukční kužele. Zřícenina hradu je kulturní památkou ČR.

## Rozhledna
Vedle zříceniny hradu byla v roce 2012 vybudována malá zastřešená dřevěná rozhledna s posezením. Z rozhledny je výhled na Vrbno pod Pradědem, Ludvíkov, Karlovice, Vysokou horu, na druhé straně je viditelné pásmo Orlíka a oblast nad Bílým Potokem.

## Fotogalerie

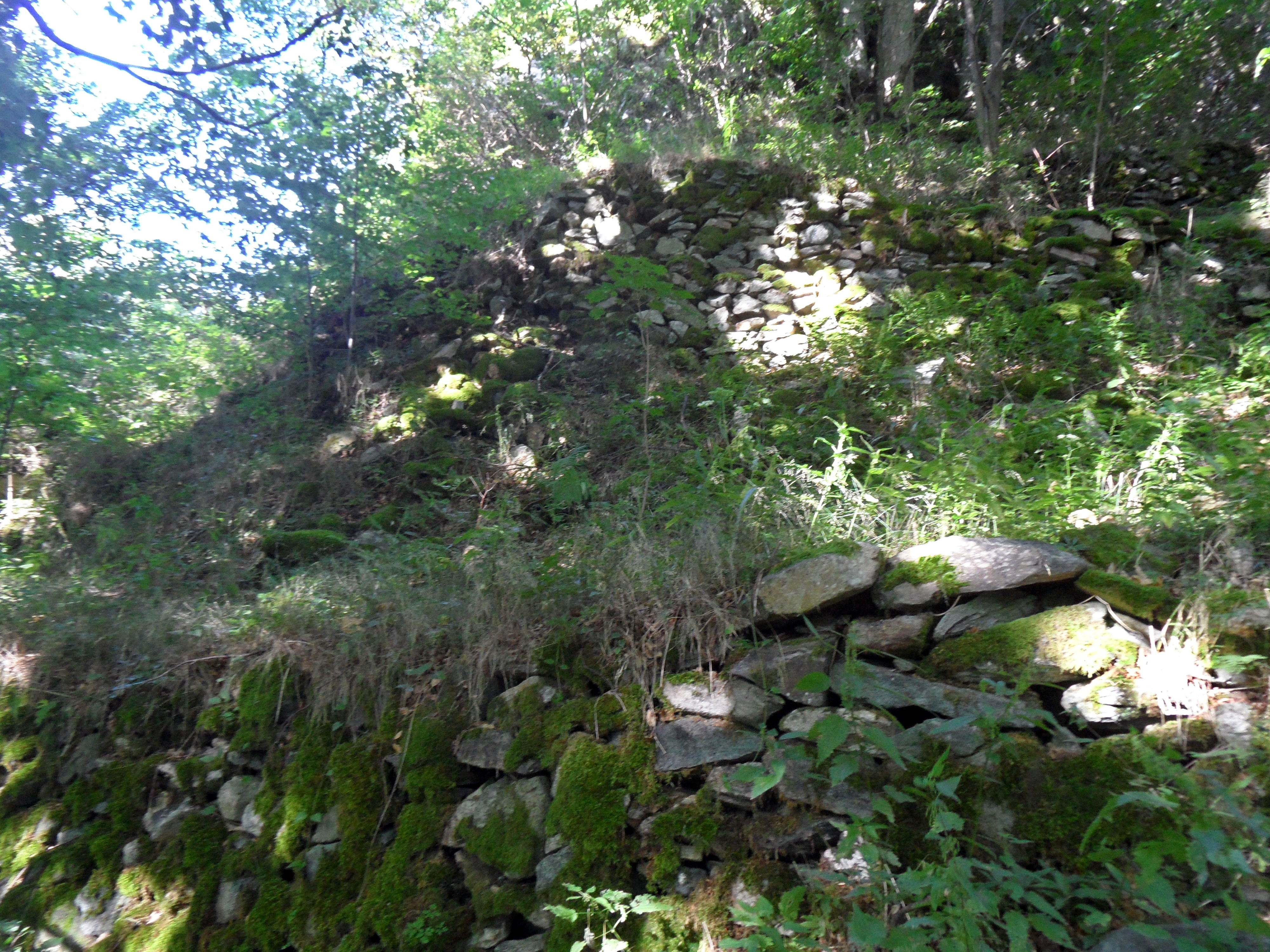
Zbytky zdí
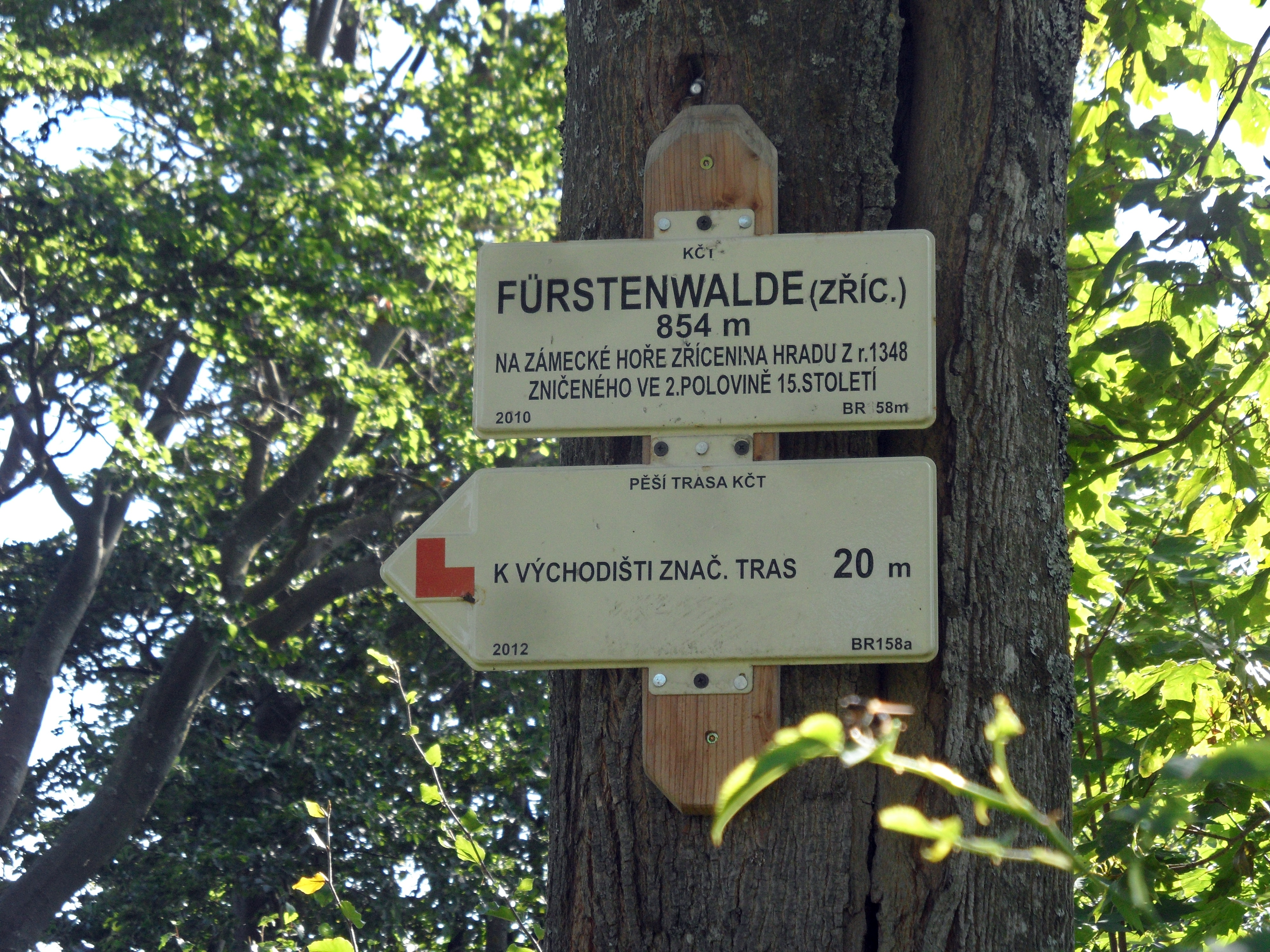
Turistický rozcestník u zříceniny
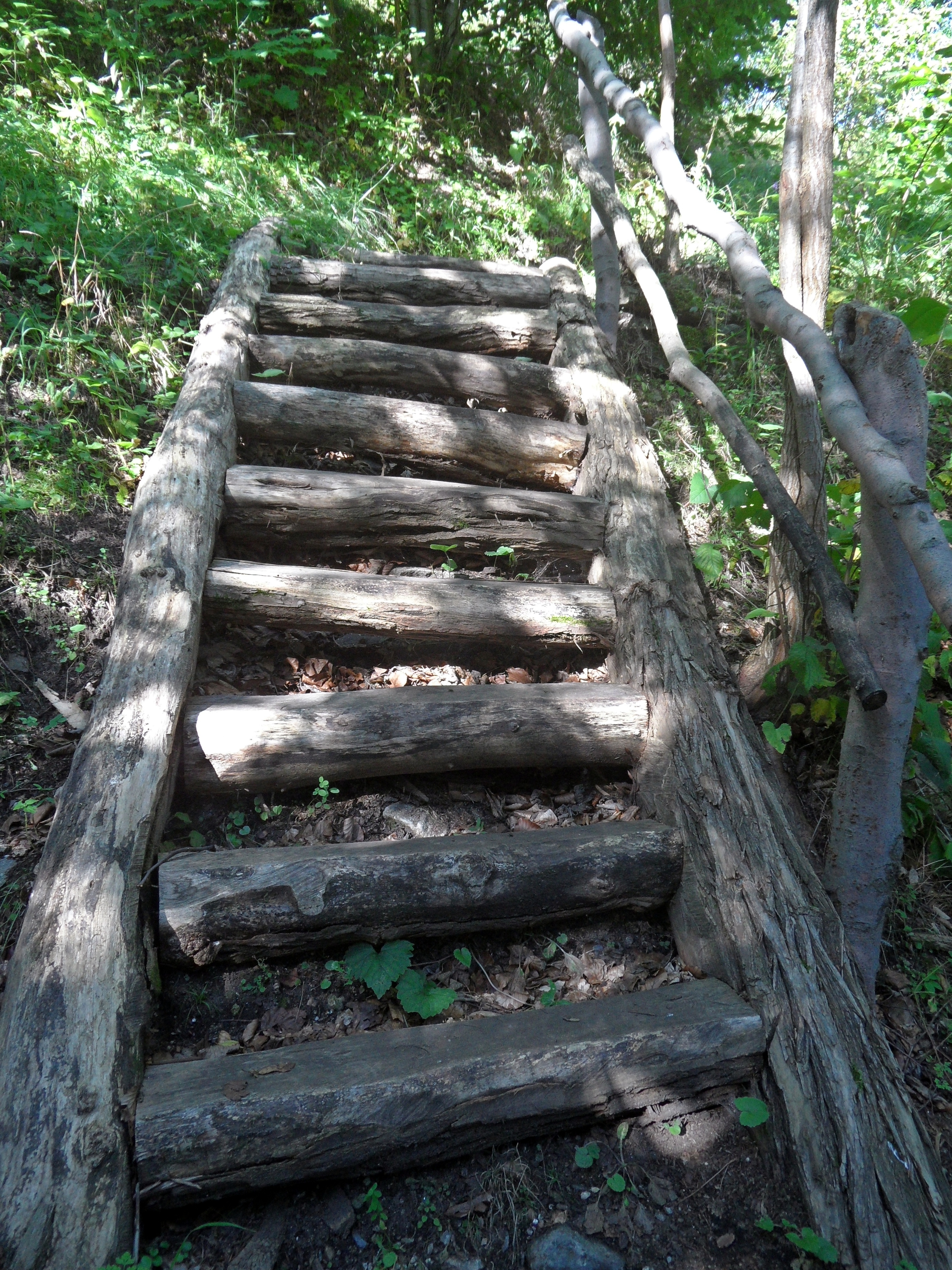
Malá část cesty vede i po dřevěných schodech